# Oxygène (film)
Oxygène är en fransk science fiction-thrillerfilm från 2021, regisserad av Alexandre Aja.
Filmen handlar om en kvinna som vaknar upp instängd i en kryogenisk kammare. Hon har inget minne av vem hon är eller hur hon hamnade där. Allt hon vet är att mängden syre är begränsad.
Filmen hade premiär på Netflix den 12 maj 2021.

## Rollista (i urval)
- Mélanie Laurent – Liz